# Sportowa Niedziela
Sportowa Niedziela (SN) – cotygodniowy program Telewizji Polskiej podsumowujący informacje o charakterze sportowym. Był to najdłużej obecnie emitowany informacyjny program sportowy Telewizji Polskiej. Emitowany był (z licznymi przerwami) w latach 1980–2018, na antenach TVP1, TVP3, TVP Sport i TVP Info.

## Historia
Nieprzerwanie od 6 stycznia 1980 do 2 września 2001 roku była emitowana w TVP1 w godzinach pomiędzy 21 a 23. 9 września 2001 roku została zastąpiona audycją o podobnym charakterze Sportowa Jedynka i była emitowana w niedzielę pomiędzy 23:00 a 1:00. Była emitowana do lata 2002 roku. 9 stycznia 2005 Sportowa Niedziela wróciła na antenę TVP1, wówczas była emitowana najczęściej pomiędzy 22 a 23, jednak po pół roku została ponownie zdjęta z anteny ze względu na słabą oglądalność. Program ten powrócił ponownie na antenę 12 marca 2006, tym razem już na antenie TVP3, emisja odbywała się o godz. 23:00. Od 19 listopada 2006 program jest emitowany na antenie TVP Sport (jednak do października 2007 roku był dalej emitowany w TVP3, lecz z odtworzeniem), a od 7 października 2007 Sportowa Niedziela emitowana jest również w TVP Info. Do 2010 roku znajdowały się tam relacje na żywo, byli też zapraszani goście, którzy wraz z prowadzącym dyskutowali na tematy sportowe. Od marca 2010 roku do grudnia 2014 program był emitowany w formie kilkunastominutowego flesza z lektorem. Aż do grudnia 2014 Sportowa Niedziela była emitowana na antenie TVP Sport (czasem również równolegle w TVP Info) o 23:00. Od stycznia 2015 powrócono do emisji programu na żywo realizowanego w studiu. Emisja magazynu odbywała się najczęściej o 22:45 równolegle w TVP Sport i TVP Info, a powtórka była emitowana w poniedziałek o godz. 8:00 w TVP Sport. Ponadto dawniej na TVP1 emitowany był siostrzany program Sportowa Sobota, która od 3 stycznia 2015 roku powrócił na antenę Telewizji Polskiej, tym razem na antenach TVP Sport i TVP Info. Emisja w soboty o 23:45. W programie prowadzącymi byli: Sylwia Dekiert i Robert El Gendy. 29 lipca 2018 o godzinie 20:00 wyemitowano ostatnie wydanie Sportowej Niedzieli w TVP Sport. Od tego czasu w niedzielę (podobnie jak w inne dni tygodnia) emitowany jest Sportowy Wieczór (dzień wcześniej tj. 28 lipca 2018 wyemitowanie ostatnie wydanie Sportowej Soboty).